# رومان دوبروسكي
رومان دوبروسكي (14 مارس 1972 بولندا - ) هو لاعب كرة قدم بولندي، يلعب كلاعب وسط، لعب 392 مباراة وسجل 42 هدف.

## مسيرته

### مسيرته مع المنتخبات الوطنية
- 1994 - 2003 لعب مع منتخب بولندا لكرة القدم 5 مباريات.

### مسيرته مع الأندية
- 1990 - 1994 لعب مع رتش شوروزو 89 مباراة سجل خلالها 32 هدف.
- 1994 - 2005 لعب مع كوجالي سبور 225 مباراة سجل خلالها هدفين.
- 2002 - 2005 لعب مع نادي بشكتاش 56 مباراة سجل خلالها 5 أهداف.
- 2005 - 2006 لعب مع أنطاليا سبور 17 مباراة سجل خلالها 3 أهداف.

## روابط خارجية
- رومان دوبروسكي على موقع اتحاد تركيا (لاعب) (الإنجليزية)
- رومان دوبروسكي على موقع قاعدة بيانات كرة القدم.إي يو (الإنجليزية)
- رومان دوبروسكي على موقع ناشيونال فوتبول تيمز (الإنجليزية)